# 徐丰彦
徐丰彦（1903年12月5日—1993年1月22日），男，浙江淳安人，中国生理学家，曾任上海医科大学教授、博士生导师。